# Dramalj
Dramalj je naselje sjeverno od Crikvenice, kojoj administrativno pripada. Zaštitnica naselja je Sv. Jelena djevica i mučenica.

## Stanovništvo
- 2001. – 1456
- 1991. – 1230 (Hrvati – 1037, Srbi – 44, Jugoslaveni – 40, ostali – 109)
- 1981. – 731 (Hrvati – 593, Jugoslaveni – 103, Srbi – 15, ostali – 20)
- 1971. – 745 (Hrvati – 696, Srbi – 33, Jugoslaveni – 4, ostali – 12)

| broj stanovnika | 530   | 667   | 731   | 818   | 1020  | 1153  | 1217  | 1121  | 745   | 904   | 858   | 745   | 731   | 1230  | 1456  | 1485  | 1366  |
|                 | 1857. | 1869. | 1880. | 1890. | 1900. | 1910. | 1921. | 1931. | 1948. | 1953. | 1961. | 1971. | 1981. | 1991. | 2001. | 2011. | 2021. |

## Rana povijest

### Postanak mjesta Dramalja
O samom postanku mjesta Dramalj nema puno pisanih tragova. Ne zna se da li su ti tragovi uopće postojali, ali se sumnja da je dio njih izgorio u požaru koji je zahvatio crkvu u Belgradu kojoj je u to vrijeme Dramalj pripadao.
Toponimi ukazuju da je samo mjesto nastalo vrlo rano. Dram je prvo naselje nastalo na tom području, a potječe negdje iz 6. – 7. stoljeća. Dram je bila stara grčka mjera za težinu.
Kad su Hrvati došli na ovo područje nisu imali namjeru potpuno preimenovati zatečene nazive naselja, pa je tako Dram samo prilagođen tadašnjem jeziku Hrvata tako da je dodan nastavak – alj – Dramalj. Taj toponim i starost naziva dokazuju da je mjesto Dramalj oduvijek nosilo to ime, a često korišten naziv Sveta Jelena nastao je tek nakon osnivanja župe.
Još jedan dokaz o starosti Dramlja je i u njemu najraširenije prezime Domijan (lat. Domian) koje seže iz doba kad su tu obitavali Rimljani.
Dramlju pripada i naselje Kačjak gdje se nalazi nepotvrđeno nalazište iz kamenog doba.
Za Dramalj se pretpostavlja da je nastao na trgovačkom putu kao sklonište i prenoćište za trgovce i pomorce.

### Postanak susjednih mjesta
Dolaskom Hrvata na ova područja, u široj okolici Dramlja nastalo je još osam naselja koja su dobila stara hrvatska imena:
- Melehovo (me – grč. čovjek, leh – vođa Hrvata),
- Poljica (polja),
- Dirakovica (diraka, drača (lat. Paliurus spina-christi) – do 3 metra visok veoma bodljikavi grm),
- Lehovac (leh – vođa),
- Selce (selo),
- Dolac (udolina),
- Kačjak (kača – zmija) i
- Livaki.

Početkom 17. stoljeća u područje Bašunja i Poljica iz Istre se naselilo pleme Mužević (pronađena je većim dijelom spaljena oporuka, a na kojoj se od datuma vidi broj 2 i godina 1628 te prezime Muzevich.
Druga oporuka postoji iz 1706. godine u kojoj stoji:
U ime Oca i Sina I Duha svetoga Amen.
Ja Franjo Mužević ostavljam svome bratu Antonu kusz dvora i kusz Mirišća od ishoda sunca ako plati popu Matiji Livaku 120 denara crkvenog duga. To je moja posljednja želja.'
Slijede podpisi i rukoznak križa	Pisac oporuke:
Franjo Mužević X davalac            pop Matija Livak vl.
Anton Mužević X primalac            svjedok Mate Gašparović vl.
U Dramlju 23 Sušca 1706 leta gospodnjega.
Polovicom 19. stoljeća iz Poljica su se u selo Livaki (nazvano po plemenu koje je davalo svećenike u crkvici od njezina osnutka) doselila 3 brata: Martin, Šimun i Damjan Mužević.

### Dramalj u srednjem vijeku
U srednjem vijeku, zbog teških životnih uvjeta, pojavilo se gusarenje. Kako su gusari napadali naseljenike na obali, život se seli u zaleđe. Na obali ostaju samo rijetki stanovnici.
Dramalj, koji do oko 1680. godine nije imao svoju župu, bio je podijeljen između dvije obližnje župe. Jedan dio Dramlja pripadao je župi Drivenik, dok je drugi pripadao župi Belgrad.  Pripadnost ovim dvjema župama bila je određena po vertikali.
Dolaskom Francuza na ova područja, u vrijeme Napoleonovih osvajanja početkom 19. stoljeća, uvodi se moderna uprava po uzoru na onu u Francuskoj: župe i općine dobivaju identičan prostorni ustroj. Tada i Dramalj postaje općina, a mjesto se odvaja i od Drivenika i od Belgrada.
Na području Dramlja tada se nalazila samo kapelica, a župna crkva sagrađena je tek 1812. godine.
Širenju Dramlja i nastanku novih naselja u blizini uvelike je pomogla izgradnja ceste za vrijeme Napoleona. Tada nastaju naselja Melehovo i Poljice, a uz cestu nastaju naselja Manestri i Klanfari.
Manestri su prema legendi ime dobili po britanskom mornaru koji se zvao Manestar. Još i danas u Engleskoj postoji mjesto koje se zove Manesty pa se pretpostavlja da je mornar došao baš iz tog mjesta. Mornar se tu naselio i osnovao obitelj te je danas prezime Manestar jedno od najrasprostranjenijih u Dramlju.[nedostaje izvor]
Klanfari su ime dobili po kovačkim proizvodima (klanfama) koje su tamo radili kovači nastanjeni u tom dijelu dok se gradila cesta. Najvjerojatnije su oni sami radili na izgradnji ceste. U srednjem vijeku u Dramalj dolazi još jedno danas rašireno prezime Jurić. Po legendi u Dramlju je živio Meleh koji je imao dvije kćeri. Jedna njegova kći udala se za mornara Manestra te s njim osnovala naselje Manestri, a druga kćer pošla je za uskokom Jurićem koji je iz Senja pobjegao na područje Kačjaka.
Pronađena su dva dokumenta iz srednjeg vijeka u kojima se spominje Dramalj.
Prvi zapis Stipana Livaka, župnika u župi Belgrad o sporu između obitelji Domijan i bratje (fratri) oko maslina. Stipan Livak u tom sporu presuđuje u korist obitelji Domijan.
Zapis počinje riječima: "U Zagorju na u Dramlju".

Ovdje je Zagorje naziv koji su stari Tribaljci dali Dramlju, kako se on za njih nalazi iza gore.
U drugom zapisu se govori o jednoj ženi koja se 1837. godine oženila na Krku te se potvrđuje da se rodila u Dramlju u župi Svete Jelene.

Postoji i zapis kirurga Ivana Krstitelja Adrianića o zdravstvenom stanju u Vinodolu. U tom se zapisu spominju Dramaljke o kojima govori:
" za njihove se žene ne može reći da su ružne, naprotiv poprilično su lijepe, zdrave i nisu sklone zlu kao one iz drugih sela."
U Zagrebu u Državnom arhivu pronađen je dokument prema kojem je kmet Ivan Pavlić spasio od bure brod Zrinskog te mu kao zahvalu za spašavanje grof Nikola Zrinski daje povelju libertina (slobodnjaka).

## Župa Svete Jelene

### Jedno mjesto dvije župe
Do negdje 1680. godine u mjestu Dramalj se najvjerojatnije nalazila kapelica posvećena Svetoj Jeleni. Kapelica je spadala pod župu Belgrad pod kojom je bio veći dio Dramlja. Drugi dio mjesta bio je pod župom Drivenik, a granica tih dviju župa je bila vertikala granice koja je župe Belgrad i Drivenik dijelila iza brda, u Vinodolskoj dolini.
Prema izvještaju Stipana Livaka iz 1754. godine saznaje se da je u Dramlju 80 godina prije izgrađena crkvica na području današnje crkve i također je bila posvećena Svetoj Jeleni.
Župna i kolegijalna (bratska) crkva u Belgradu bila je posvećena Uznesenju Blažene Djevice Marije, a prema izvještaju iz 1733. godine imala je četiri područne kapele: kapela Svetog Stjepana, kapela Svetog Petra, kapela Svetog Mihaela i kapela Svete Jelene.
Kapelu Svete Jelene oko 1715. godine konsekrirao (posvetio) je biskup Ratkaj.
Crkvicu spominje i biskup Pohmajević 1727. godine te o njoj kaže:
"Sveta Jelena u Zagorju. Crkva godine 1732. ima lijep i dobro urešen oltar, vlastiti kalež i mirisno ruho, što nije u ono vrijeme mala stvar. Još nema retabla (okomiti dio oltara sa slikama, kipovima, reljefima i sl.), ali će i on naskoro biti načinjen, bilježi izvjestitelj. Oko crkve je groblje, ali još nije blagoslovljeno niti se tko u nj ukapa.".  Zbog neblagoslovljenog groblja Dramaljci moraju biti pokapani na grobljima u Driveniku i Belgradu.

### Osnivanje župe u Dramlju
Kako crkva i naselje dobivaju na važnosti 1789. godine predlaže se da se u toj crkvi postavi stalni kapelan (lokalkaplan) što bi joj dalo autonomiju s obzirom na središte župe u Belgradu, ali će formalno i dalje funkcionirati u sastavu te iste župe. Mjesto tada ima 222 stanovnika pa se kapelaniji pridružuje i šest kućnih zadruga s Kačjaka s 45 osoba. Zbog teškog puta koji preko groblja vodi do udaljene župne crkve, već se 1809. godine u Dramlju osniva samostalna kapelanija. Samostalna kapelanija je ustvari samo priprema za osnivanje nove župe. Vrlo brzo nakon osnivanja župe Svete Jelene počela je i izgradnja nove župne crkve. Gradnja te crkve završena je 1812. godine, a u njoj se nalaze i neki važni dijelovi stare crkvice: oltar Giuseppea Capovilla iz 1796. godine i kor.
Svake se godine u svibnju obilježavaju dani Svete Jelene sa svečanim euharistijskim slavljem na 22. svibnja. Godine 2012. mjesto je slavilo 200. godišnjicu.

### Izgled župe
Prigodom zadnje obnove crkve izdan je letak u kojem se opisuje crkva:
"Novi objekt izveden je u velikim dimenzijama po uzoru na barokne župne crkve vinodolskog kraja (Bribir, Crikvenica i druge) sa zabatno naglašenim pročeljem i suženim tornjem, pri čijem se vrhu otvaraju bifore polukružnih oblučenja. Tokom 19. stoljeća uređuje se i unutrašnjost tako da 1837. godine crkva dobiva propovjedaonicu, a idućeg desetljeća oltar sa slikom. Ipak kao najveću vrijednost treba naglasiti da je crkva djelo domaćih zidara i klesara koji su uspjeli ostvariti osebujnu kasno baroknu građevinu.".
Župa od tada ima i blagoslovljeno groblje. Danas se ono nalazi nizbrdo, u blizini crkve.

### Stanovništvo župe Sveta Jelena i okolnih mjesta
Na dan 30. prosinca 1859. godine u širem crikveničkom području popisano je 16.030 duša. U tih 16.030 duša spadalo je 2116 duša u Crikvenici, 1450 Selcu, 2219 Novom, 4409 Bribiru, 2692 Grižanama, 930 Tribalj, 968 Drivenik, Šiljevici 700, Zagone 646 i Dramlju 509 duša.
Tih 509 stanovnika je mali porast s obzirom na to da je u Dramlju 1827. živjelo 433 stanovnika i to u naseljima Sveta Jelena (180 stanovnika),  Manestri (90 stanovnika),  Selca (33 stanovnika), Lokvica (30 stanovnika),  Kačjak (15 stanovnika),  Dirakovice (65 stanovnika) i Poljica (20 stanovnika). Za to vrijeme ima podatak i o imenu župnika Matija Balas (1810. – 1830.). U godini 1837. župnik Petar Matejčić (1833. – 1860.) u pojedinim naseljima bilježi porast, a jedino su Poljice imale gubitak i to od 11 stanovnika (sada su s 20 pale na 9). Već 1841. godine se u popisu ne spominje. Župa Sveta Jelena tada ima 468 stanovnika. Najveći porast u broju stanovnika zabilježila su naselja Sveta Jelena i Manestrovo selo (kako se tada zovu Manestri). U popisu iz 1867. stoji da je župnik Ivan Domijan (1874. – 1901.), a Dramalj ima 659 stanovnika. Tad počinje brži rast stanovništva tako da 1902. Dramalj ima 1043 žitelja, a upravitelj župe je Srećko Blažević (1901. – 1903.).
Do popisa iz 1939. nema podataka o stanovništvu kad je popisano 1500 stanovnika, ali postoje popisi župnika: Nikola Polić (1903. – 1911.), Nikola Miltić (1912. – 1922.), od 1922. do 1929. godine je župnik Stjepan Kostrenčić, dok je za vrijeme popisa 1939. godine župnik Ivan Matejčić (1931. – 1941.). Prema popisu iz 1959. Dramalj je izgubio preko 300 stanovnika te je broj sada pao ispod 1200 stanovnika.
O stanovništvu šire okolice Crikvenice pun se saznaje iz izvještaja kirurga Ivana Krstitelja Adrianića iz 1859. godine. Riječka je županija tada bila podijeljena na zdravstvena područja, a jedno od središta tih zdravstvenih područja bila je Crikvenica, na čijem čelu je bio Adrianić.
Godišnji izvještaji središta davali su sliku o zdravstvenom stanju stanovništva i onome s čime su se bavili.
Iz Adrinićevog izvještaja saznaje se da su na području Vinodola ljudi po zanimanju zemljoposjednici, ribari, nadničari, zidari, klesari, trgovci, pekari, brodovlasnici, prodavači kruha, stočari, prosjaci. Svako mjesto trguje posebnom robom: Zagonjani trguju stokom, Tribaljci peradi, Novljani kruhom, Crikveničani svilenom bubom, a Dramaljci i peradi i svilenom bubom.
Glavne bolesti na tom području bile su povratna groznica, sifilis, šarlah, ludilo, delirij, alkoholizam, prolaps maternice, kila.
Sifilis i groznicu najviše su donosili radnici povratnici iz Amerike i drugih prekomorskih država.
Na tom je području umiralo više djece nego odraslih ljudi. Ljudi su bili praznovjerni pa su na liječenje odlazili raznim vračarama i babama, a izbjegavali su i vojsku pretvarajući se da su bolesni.
Adrianić daje vrlo loše mišljenje o Zagonjanima,  Driveničanima (koji se izvlače od služenja vojnog roka), vinodolskim ribarima, a hvali čistoću griških kuća i kaže da su, za razliku od drugih žena u okolici, Dramaljke lijepe i nisu sklone zlu.
U to se vrijeme napuštaju narodne nošnje jer se žene u blizini poštanskih cesta, zbog čestih odlazaka u grad, počinju oblačiti na gradski način.
Prema podacima koje daje kirurg Adrianić ljudi uz obalu pored ribarstva bave se i uzgojem vinove loze i maslina, a u listopadu i srpnju sade kukuruz i ječam, te pšenicu u siječnju i veljači.
Od voća su stanovnici sadili jabuke (poglavito u Kamenjaku), te oskoruše, bademe i breskve. Svilac, kojim su trgovali Dramaljci uzgajao se u Bribiru.
U Dramlju je svako kućanstvo imalo kozu, ovce, a u nekim zaseocima bilo je i krava. Stoka se hranila travom pokošenom na Krku.
Desetak godina iza ovog izvješća koje je dao kirurg Adrianić vinodolska će se obala pročuti kao prikladna za izgradnju prvih kupališno – klimatskih lječilišta.

## Novija povijest Dramlja

### Dramalj između dva svjetska rata
Uvjeti života u Dramlju u vremenu između dva svjetska rata bili su izuzetno teški. Najveći broj stanovnika čine radnici od kojih su najbrojniji zidari i građevinski radnici, stolari, bravari, krojači, postolari, ugostiteljski radnici i ribari.
Domaćinstva su imala male posjede u samom mjestu. Većina vrednijih posjeda mještana Dramlja nalazila se na sjevernom dijelu otoka Krka. Oni za ispašu stoke koriste i svoje pašnjake i šume u Stranču i Podsoplju Driveničkom, gdje im se nalaze i neke oranice.
Zidarsko znanje prenosi se sa starijih na mlađe, a zapošljavaju se najviše u Crikvenici. Povremeno bi odlazili raditi u unutrašnjost, ali i u prekomorske zemlje. Njihov najčešći cilj bili su: Sjeverna i Južna Amerika, Kanada, Australija, Francuska i Južnoafrička Republika. U prekomorskim zemljama ostajali bi po nekoliko godina pa se vraćali ili bi pozvali svoje obitelji i s njima ostajali tamo živjeti.
Kada ne bi bilo zidarskog posla, muškarci bi se uključivali i u poljoprivredne radove koje su ljeti uglavnom obavljale žene, stariji ljudi i odraslija djeca. Sijale su pšenicu, ječam, kukuruz, proso, krumpir i ostale povrtlarske kulture, te vinovu lozu i smokve.
Nakon završene osnovne škole, djeca su uglavnom kretala stopama svojih roditelja. U Dramlju se moglo učiti stručne zanate. Mlađi su imali priliku (ako su bili imućni) i pohađati Građansku školu u Crikvenici, Senju, Krku ili Gospiću.
Kada je Dramalj, kao i cijeli svijet, zahvatila svjetska ekonomska kriza, većina zidara ostala je bez posla. Crikvenica je tada, najvjerojatnije po uzoru na New Deal, počela uvoditi javne radove. Zarađeno se nije plaćalo novcem, već kukuruzom. Tako je nastala cesta koju su zvali "kukuruzna cesta", a danas je to ulica Milovana Muževića, glavna i najduža dramaljska ulica koja Dramalj povezuje s Crikvenicom.
Dramaljski radnici sudjelovali su i u nekoliko štrajkova građevinskih i ugostiteljskih radnika u Crikvenici do kojih dolazi zbog sve težeg pronalaska posla, zakidanja već niskih plaća, neplaćenog prekovremenog rada i slično.
U to doba zidari – povratnici iz inozemstva šire nove ideje zajedno s pripadnicima mlađih generacija. Propagira se napredni radnički pokret, borba protiv kapitalizma, sloboda i prava radnika. Ondašnji represivni režim želi ugušiti svaku naprednu djelatnost. Za vrijeme izbora pripadnici vrha političkih stranaka ucjenjivali bi radnike.
Uz pomoć braće Manestar od 1925. do 1928. godine gradio se "Hrvatski narodni dom". Dom se gradio dobrovoljnim radom te je primjer sloge u mjestu. Već se u to vrijeme oštro raspravljalo i upozoravalo na zagađenje obale i okoline izgradnjom industrijskih postrojenja i objekata uz more.
Na izborima za Narodnu skupštinu Kraljevine Jugoslavije 5. svibnja 1935. godine je u Svetoj Jeleni (Dramlju) od 242 glasača izašlo njih 157. Rezultat je bio: HSS (Franjo Borić) 74, opozicijska lista Dimitrija Ljotića (Jugoslovenski narodni pokret Zbor) 54 (nosilac liste Stjepan Manestar) i režimska lista Bogoljuba Jevtića (Ivo Polić – dr. Kazimir Jelušić) 29 glasova. U to vrijeme, Dramalj je bio jedino ozbiljno uporište Ljotićevog "Zbora" u crikveničkom kraju.[nedostaje izvor]
Od športa i zabave se uz tanac i balerine počeo igrati i nogomet. U početku se igralo "krpenjačom" na cesti i placi ispred crkve. Miro Blažić donosi 1936. godine prvu pravu nogometnu loptu iz Zagreba i nogomet se počinje igrati u Sopaljskoj, u predjelu zaselka Lokvice. Godine 1937. u Dramlju se osniva nogometni klub "Mornar". Svrha kluba nije bila samo igra već i okupljanje mladih. Nogometni klub "Mornar" je tada centar oko kojeg se okupljaju mladi ljudi.
Na području Dramlja organizirana je akcija pomoći zarobljenim španjolskim borcima u Francuskoj. Sakupljala se odjeća, suha hrana i ostali materijal. Skupina mještana čak se pretplaćuje na "Komunistički manifest". Nakon dolaska na vlast Vlatka Mačeka žandari pretresaju kuće Dramaljaca za koje se sumnja da su komunistički nastrojeni. Tako je načelnik općine Crikvenica pod koju Dramalj spada, zapisao za Albina Domijana "Širio komunističku lektiru".
U mjestu Dramalj osnovana je 1939. godine Narodna čitaonica. Poslanik HSS Franjo Borić tu čitaonicu naziva "brlogom komunističke omladine". Na početku je čitaonica imala 130 članova. U zimi 1940./1941. rad čitaonice bio je zabranjen.
Na gradilištu hidrocentrale u Triblju od 1939. do 1941. formirala se grupa mladih naprednih ljudi, koji se sastaju u Dramlju gdje će prenositi napredne ideje na ljude.

### Fašistička okupacija i antifašistički pokret
U travnju 1941. talijanski fašisti okupirali su obalu i nekolicinu kuća u Dramlju. Kad je 17. travnja iste godine u Beogradu Kraljevina Jugoslavija potpisala kapitulaciju Dramalj je, kao i velika većina hrvatskih gradova već bio pod upravom fašističke vojske. 10. travnja 1941. godine objavljen je nastanak nove države – Nezavisne Države Hrvatske, države pod čijom će se vlašću Dramalj nalaziti do sredine 1945. godine. Nijemci i Talijani su kroz novonastalu državu provukli demarkacijsku crtu, koja je označavala granicu područja njihovih interesa.
Kako se je Dramalj nalazio na području talijanskog interesa u njemu su Talijani počeli pripremati sve nužno da bi to mjesto imali pod kontrolom. U mjestu formiraju tri naoružana bloka: u predjelu Kalca (danas "Market"), između ribarnice i Volarkine kuće (danas odmaralište Božidar Adžija) i ispred hotela "Danica" (danas hotel "Rivijera"), zaposjeli su tri kuće i Velu školu. Na obali su postavili karabinjersku stanicu, centar veze, financijsku stražu te još neke pomoćne jedinice. Grade drvene barake, betonske bunkere, ogradu od bodljikave žice, organiziraju prijavno – propusnu službu, ograničavaju kretanje stanovnika po mjestu, noćne patrole, zasjede.
Lučice Pazdehova, Vrtine i Bršćanova po stalnim su nadzorom financijske policije. Isplovljavanje barkama dozvoljeno je samo uz specijalnu dozvolu.
Nakon osnutka Nezavisne Države Hrvatske ustrojava se vojska čiji su pripadnici ustaše. Kako je Dramalj mjesto u NDH bez obzira na talijanske vojnike ustaše dolaze u njega te mlade stanovnike i srednjoškolce pozivaju da se priključe u "ustaškoj mladeži".
Komunistički aktivisti sprovode direktivu komunističke partije, koja se žestoko protivi i suprotstavlja fašizmu i nacizmu, te skrivaju oružje razbježane i raspuštene jugoslavenske vojske. U kolovozu 1941. u Dramlju je osnovana prva partijska ćelija u sastavu: Rafael Brozičević, postolarski radnik kao sekretar, Josip Car Franjov, podvornik u Općini Crikvenica, član i Rudolf Pilaš, građevinski poslovođa, član. Rudolf Brozičević je u stalnom kontaktu s aktivistima Bribira i Crikvenice.
Stvaraju se planovi oko krijumčarskog lanca Krk – Dramalj – Sveti Kuzam – Podsopalj Drivenički – Stranče i dalje u šumu.
Italija biva na svom teritoriju napadnuta od strane saveznika (uglavnom SAD-a) te mora povući dio vojske iz Hrvatske. Veliko vijeće u Italiji nije zadovoljno Mussolinijem te ga smjenjuju i hapse. Nakon odlaska Mussolinija s vlasti Italija 8. rujna 1943. godine kapitulira pred saveznicima te povlači vojsku iz NDH jer mjesec dana kasnije objavljuje rat Njemačkoj. Također se povlače i ustaše.
U rujnu 1943. godine mještani sudjeluju u svim akcijama koje su bile organizirane u Dramlju, pružaju potporu i pomoć mjesnom narodnooslobodilačkom odboru. Nakon dolaska Nijemaca i ustaša u Crikvenicu tijekom listopada 1943. godine MNOO se vraća u ilegalno djelovanje. Na čelu ustaša na ovom području bio je logornik Vlado Vukelić Kapa, koji je provodio stroge mjere kontrole.
Početkom 1944. godine grupica ustaša se u Dramlju izjasnila kako želi preći u partizane pa su, kad im je Ivan Domijan Stipičina u tome htio pomoći, dotičnoga i uhitili. 21. siječnja 1944. u kućici jednog aktiviste došlo je do pucnjave u kojoj je teško ozlijeđen jedan njemački agent pa Nijemci okupiraju mjesto. Nakon partizanskog napada na jedan njemački vojni kamion u srpnju 1944. godine Nijemci i ustaše počinju poduzimati rigorozne mjere u mjestu. Zatvaraju građane, zaoštravaju kontrole kretanja na kopnu i moru, čak i zabranjuju i dozvole za ribolov.
Od kapitulacije Italije ćelija ima 13 članova, a nosi ime "More". Mnogi su se Dramaljci, koji su se poslije kapitulacije pridružili vojnim odredima partizana, nakon prvih sukoba povukli iz svojih jedinica. Oni su bili uglavnom obiteljski ljudi. U samo mjesto Dramalj nikad nije prodro ustaški pokret.
30. kolovoza 1944. poslano je izvješće ONOO Crikvenica ZAVNOH-u u kojem piše: "Općina Sveta Jelena sastoji se iz mjesta Sveta Jelena i zaselka, Manestri, Jurići, Dirakovica i Lokvica. Ova je formirana općina samo zbog sadašnjih uvjeta rada i nema nikakvih razloga, da će po oslobođenju biti samostalna općina, već sastavni dio Općine Crikvenica. NOO broji sedam članova, od kojih je jedan uhićeni zatvoren. Odbor radi poluilegalno, dosta je aktivan."
Kurirska veza, važna za usmjeravanje akcija, bila je organizirana s bribirskim, a kasnije i griškim partizanskim logorom. Veza je tekla preko Podsoplja Driveničkog i Stranča. Njome se prenosila pošta, ljudi, hrana, oružje i drugo.
Jedna od važnijih veza ovog kraja bila je Krk – Kačjak. Kao skrovište za teret koji su prenosili koristili su prirodna skrovišta kao jama na Kačjaku.

Dan 16. travnja 1945. je dan oslobođenja Dramlja.

### Dramalj danas
Dramalj je turističko mjesto u neposrednoj blizini Crikvenice koje se proteže od Crnog mola (predio grada Crikvenice) do turističkog naselja Kačjak. Mjesto ima oko 1400 stanovnika, uglavnom zaposlenih u turizmu i ugostiteljstvu. Zbog vrlo povoljnih klimatskih i geografskih uvjeta te blizine Rijeke i Opatije, u drugoj polovici prošlog stoljeća počeli su turisti, planinari i lovci sve više posjećivati Hrvatsko primorje, a naročito Crikvenicu i Novi Vinodolski.
Danas je Dramalj izrazito turističko mjesto s privatnim vilama, brojnim novosagrađenim zgradama i apartmanima, nešto odmarališta i hotelske ponude. Na poluotoku Kačjaku nalazi se istoimeno turističko naselje s bungalovima, paviljonima, športsko-rekreacijskim centrom sa športskim terenima, disco-klubom, restaurantom s terasom s pogledom na otok Krk. U Dramlju je nekoliko restauranata, tri trgovine i pošta. Mjesto ima također i Hrvatski narodni dom (Dom kulutre), gdje se ujedno nalazila i prva pučka knjižnica osnovana 1939. godine, a u zimskim su se mjesecima nekad održavale tradicijske maškarane večeri.

## Jama Vrtare male
Godine 1996. crikvenički se speleolog i dokumentarni fotograf Dragan Pelić, spustio u jamu Vrtare male i na dnu u vodi zamijetio vrlo rijetku vrstu podzemnog dekapodnog račića; kozice, potpuno bijelog i bez očiju te je to tada bio jedini takav nalaz u primorsko-goranskoj županiji. Iste godine se uz Pelića u jamu spustio Branko Jalžić te su zajednički utvrdili postojanje zanimljivih fosilnih ostataka (zubi, dijelovi kostiju i ostalo). Na temelju tih nalaza Jama Vrtare male definirana je kao Spomenik prirode i preliminarno je zaštićena.

## Kultura
- Fešta od črešanj

## Šport
- RK Mornar, osnovan 26. svibnja 1980. na inicijativu Stjepana Lončarića.[11] 2017. se spojio s RK Crikvenicom u RK Mornar-Crikvenicu.[12][13]

## Napomena
Na popisu 1991. godine Dramlju su pripojena bivša naseljena mjesta: Dirakovica, Kačjak, Klanfari, Lokvica Dramaljska, Manestri i Selce Dramaljsko, koja su na popisima 1981. i 1971. bila samostalna. U službenim podacima za 1991., 1981. i 1971. godinu, radi lakšeg snalaženja, a i zbog toga što ta bivša naselja više ne postoje, predstavljeni su skupni podaci pod imenom Dramalj.
- Dramalj (naseljeno mjesto)

1991. godine – 1230 st. (Hrvati – 1037, Srbi – 44, Jugoslaveni – 40, ostali – 109)
1981. godine – ukupno: 731 st. (Hrvati – 593, Jugoslaveni – 103, Srbi – 15, ostali – 20)
- posebice po bivšim naseljima:

- Dirakovica – 11 st. (Hrvati – 11)
- Dramalj – 318 st. (Hrvati – 276, Jugoslaveni – 18, Srbi – 12, ostali – 12)
- Kačjak – 48 st. (Hrvati – 25, Jugoslaveni – 23)
- Klanfari – 60 st. (Hrvati – 32, Jugoslaveni – 27, ostali – 1)
- Lokvica Dramaljska – 17 st. (Hrvati – 10, Jugoslaveni – 4, ostali – 3)
- Manestri – 159 st. (Hrvati – 140, Srbi – 2, Jugoslaveni – 15, ostali – 2)
- Selce Dramaljsko – 118 st. (Hrvati – 99, Jugoslaveni – 16, Srbi – 1, ostali – 2)

1971. godine – ukupno: 745 st. (Hrvati – 696, Srbi – 33, Jugoslaveni – 4, ostali – 12)
- posebice po bivšim naseljima:

- Dirakovica – 17 st. (Hrvati – 17)
- Dramalj – 334 st. (Hrvati – 320, Srbi – 12, ostali – 2)
- Kačjak – 49 st. (Hrvati – 42, Srbi – 6, ostali – 1)
- Klanfari – 60 st. (Hrvati – 52, Srbi – 4, Jugoslaveni – 4)
- Lokvica Dramaljska – 19 st. (Hrvati – 11, Srbi – 4, ostali – 4)
- Manestri – 180 (Hrvati – 177, Srbi – 2, ostali – 1)
- Selce Dramaljsko – 86 st. (Hrvati – 77, Srbi – 5, ostali – 4)